# Spécial Disney
Spécial Disney est une émission de télévision française pour la jeunesse diffusée au sein du Club Dorothée, présentée par Dorothée et Ariane les samedi et dimanche vers 9h30 du 1er janvier 1989 au 6 janvier 1990 sur TF1.  

## Historique
En 1989, TF1 récupère les droits de diffusion des productions Disney à la place de FR3 et confie à AB Productions la mise en place d'émissions consacrées à Disney.

À partir du 1er janvier 1989, Dorothée présente l'émission avec Ariane. Diffusée le week-end, elle portera ces deux titres en fonction du jour de diffusion: Spécial Disney Samedi et Spécial Disney Dimanche.
Au bout d'un an, The Walt Disney Company n'étant pas satisfaite par le concept, obtiendra de TF1 le lancement du Disney Club dès janvier 1990.

## Principe de l'émission
Cette émission produite par AB Productions et The Walt Disney Company proposait les rediffusions de Zorro, Les Gummi et La Bande à Picsou. Les Nouvelles Aventures de Winnie l'ourson étant la seule série inédite. La présentation sera succincte entre deux séries animées Disney.